# Martin Dzúr
Martin Dzúr (né le 12 juillet 1919 - mort le 15 janvier 1985) est un homme politique slovaque, il a été ministre de la défense de la Tchecoslovaquie, entre 1968 et 1985.

## Biographie
Dzúr est né en Ploštín, aujourd'hui intégrée dans Liptovský Mikuláš en Slovaquie, le 12 juillet 1919. Ses parents étaient des paysans. De 1937 à 1939, il a étudié les métiers en relation avec le travail du bois. À la fin des années 1940, il est diplômé de l'académie militaire d'état-major général de Moscou, à Moscou.

## Carrière
Dzúr rejoint l'armée slovaque pour le service militaire en 1941. Cependant, il a quitté l'armée slovaque et a fait défection à l'Union soviétique en janvier 1943. Il a rejoint les forces soviétiques et le parti communiste tchécoslovaque, alors illégal, en 1943. Puis il a commencé à servir dans la 119e brigade de l'Armée Rouge. Après la Seconde Guerre mondiale, il devient capitaine de la brigade indépendante tchécoslovaque assistée par les Soviétiques en 1946.
En 1959, il est nommé adjoint au ministre de la défense. Puis, il a été nommé ministre de la défense sous le président Ludvík Svoboda, en avril 1968, en remplaçant Bohumír Lomský,,. Quatre mois après la nomination de Dzúr, l'alliance militaire du pacte de Varsovie envahit la Tchécoslovaquie en août 1968.
Au lendemain de l'invasion, Dzúr a été arrêté dans son bureau par deux officiers militaires soviétiques. Ivan Yershov, chef d'état-major soviétique pendant l'invasion, a déclaré en 1989 que Dzúr avait refusé de prendre les ordres des Soviétiques, arguant que seul Alexander Dubček, chef du parti communiste tchécoslovaque, pouvait lui donner des ordres. Cependant, Andreï Gretchko, l'ancien commandant du Pacte de Varsovie, a déclaré par téléphone à Dzúr que : ''si un seul soldat tchécoslovaque tirait un seul coup, il pendrait personnellement Dzur du premier arbre''. Dzúr a été autorisé seulement à appeler Dubček pour informer l'invasion. Le 28 septembre 1968, Dzúr augmenta le nombre de zones militaires tchèques accessibles aux troupes soviétiques.
Dzúr a été élu au comité central du parti communiste en 1971. Son mandat de ministre de la Défense s'est terminé le 11 janvier 1985 lorsqu'il a pris sa retraite en raison de problèmes de santé. Milán Václavík l'a remplacé.

### Autres
Dzúr était proche d'Alexander Dubček. Le rapport de la CIA de 1970 décrit Dzúr comme un modéré comme Dubček.

### Distinctions
Dzúr a reçu la plus haute distinction soviétique, l'ordre de Lénine, en 1983.

## Mort
Quatre jours seulement après sa démission, Dzúr est décédé d'une ''longue et grave maladie'' à Prague le 15 janvier 1985.